# Stauren

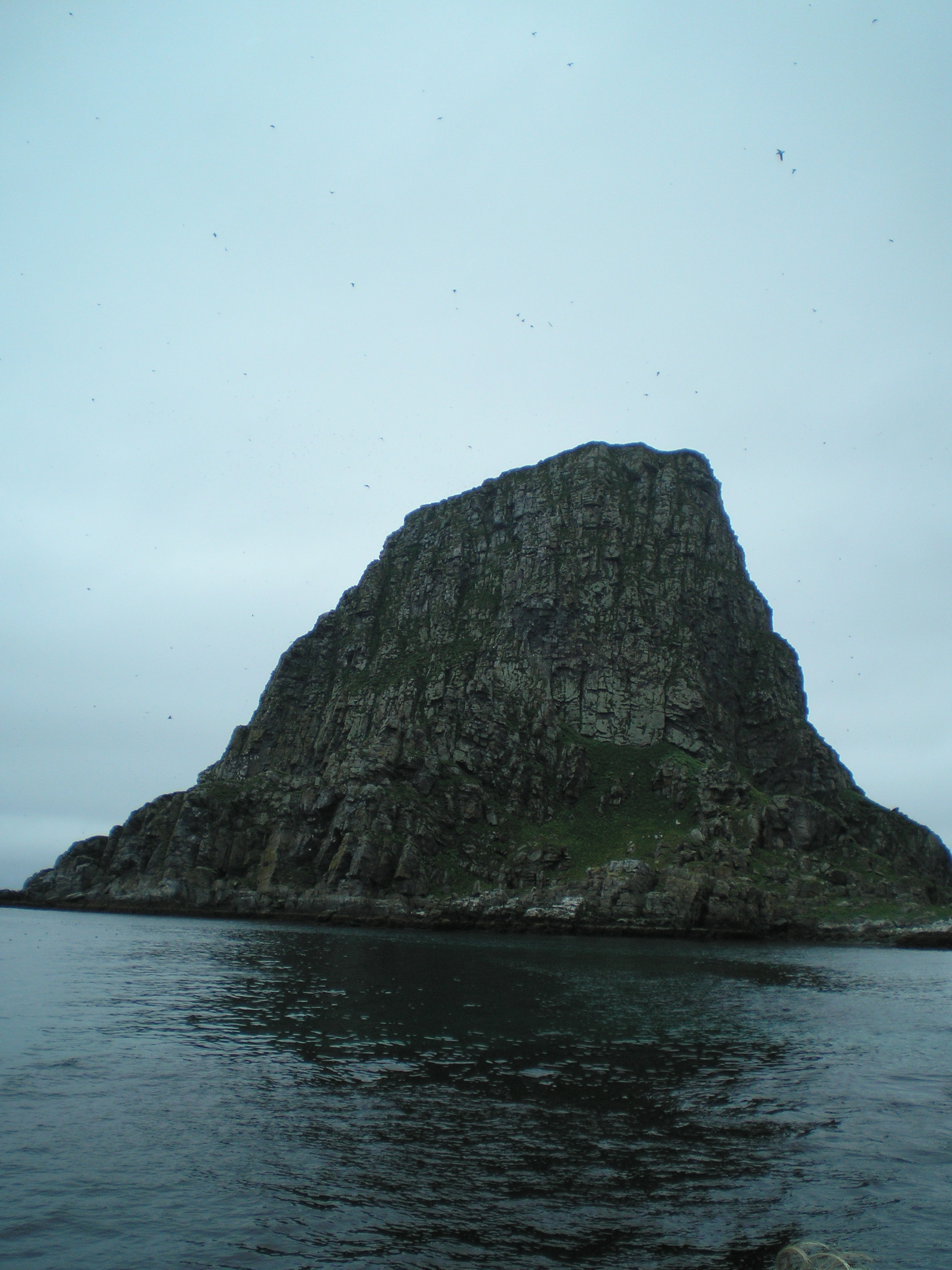
Stauren

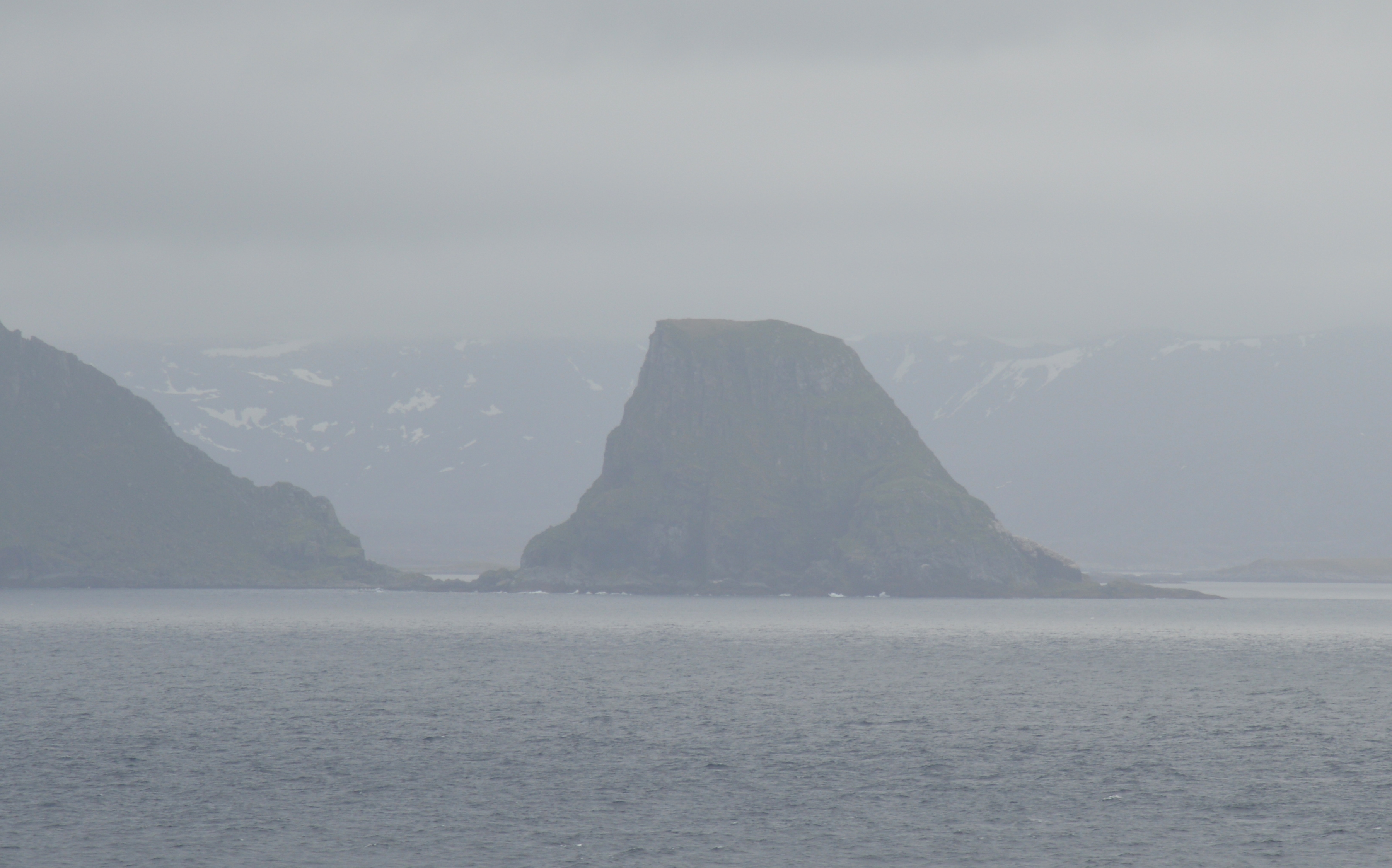
Blick von Norden, links Storstappen

Stauren ist eine unbewohnte Halbinsel in Norwegen und gehört zur Gemeinde Nordkapp in der norwegischen Provinz Finnmark.
Sie gehört zur Insel Storstappen der als Naturschutzgebiet ausgewiesenen Inselgruppe Gjesværstappan im Europäischen Nordmeer. Stauren befindet sich an der Südwestseite Storstappens und ist mit dieser Insel nur über einen schmalen etwa 50 Meter breiten Isthmus verbunden. Die Halbinsel ist insgesamt etwa 600 Meter lang bei einer Breite von bis zu 350 Metern. Sie erreicht eine Höhe von 165 Metern und fällt steil zu allen Seiten hin ab, was ihr ein sehr charakteristisches Aussehen gibt.